# Montañas Foja

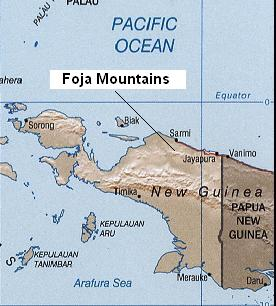
Situación de las montañas Foja.

Las montañas Foja (en indonesio Pegunungan Foja) se encuentran en la isla de Nueva Guinea, en la provincia de Papúa, Indonesia. Se sitúan al sureste de la cuenca del río Mamberamo. Las montañas se elevan hasta los 2.193 m s. n. m., y contienen más de 3.000 km² de selva tropical madura. La extensión total de la selva cubre aproximadamente 9.712 km², haciéndolo el bosque tropical prístino más grande de Oceanía.

## Geografía
Estas montañas, junto con las cercanas montañas Van Rees, bordean la cuenca pantanosa del río Mamberamo y se encuentran localizadas aproximadamente a 60-70 km al sur de la ciudad costera de Sarmi. Se sitúa a unos 139° este de longitud.
Las montañas Foja enfrían las tierras más bajas debido a su elevación, pero aun así en enero y julio las temperaturas rondan todavía los 25 °C. La estación lluviosa va desde diciembre hasta marzo, pero las precipitaciones son comunes durante todo el año. Normalmente tienen unas precipitaciones de 2,032 m al año y su humedad relativa puede alcanzar desde 73 a 87%. Algunos de los pueblos más cercanos son Sragafareh, Jomen, Beggensabah, Aer Mati y Dabra.

## Historia
La zona no había sido visitada por ningún occidental hasta 1979. A 1200 m de altitud, predominan coníferas del género Araucaria como el Araucaria cunninghamii y el Agathis labillardieri, así como árboles de otros géneros, como Podocarpus neriifolius, Calophyllum y Palaquium. La selva tropical se ha salvado de la tala tradicional gracias a su escarpada orografía y a su inaccesibilidad. Es tal el desconocimiento que se tenía de la zona que ni tan siquiera aparecen en muchos atlas, apareciendo únicamente las montañas Gauttier situadas en su extremo oeste.
Para los habitantes de los pueblos cercanos, los bosques de coníferas de las montañas Foja tienen un profundo valor religioso y cultural. La presencia esporádica de forasteros en busca de recursos naturales en las montañas suele levantar suspicacia, por lo que las expediciones científicas llevadas a cabo en la región desde principios del siglo XXI requirieron años de preparación in situ y de sociabilización con los habitantes, para convencerlos de que su objetivo último era la protección de las montañas.

## Descubrimiento de nuevas especies

### Expedición de 2005
En diciembre de 2005, científicos de los Estados Unidos, Indonesia y Australia pasaron casi un mes en la zona documentando la flora y fauna de las colinas interiores cercanas a la cumbre. Tras el análisis de los resultados, en febrero de 2006 los científicos de Conservation International, del Instituto Indonesio de Las Ciencias (LIPI) y de la Universidad Cenderawasih dieron a conocer los siguientes descubrimientos:
- Un pájaro de la familia Meliphagidae, con zarzos escarlatas, oficialmente descrito en 2007 como Melipotes carolae.
- Veinte tipos de ranas.
- Cuatro mariposas.
- Cinco palmeras.
- Un rododendro que en floración cuenta con una flor blanca de 15 cm.

Además los científicos también documentaron la existencia de las siguientes especies:
- Las primeras fotografías de los pájaros del paraíso Parotia berlepschi y Amblyornis flavifrons, descritos en 1897 mediante un solo espécimen taxidermizado de origen desconocido, pero nunca vistos en libertad ni vivos.[3] Del pájaro come-miel Amblyornis flavifrons, solo se tenía constancia por un número reducido de pájaros muertos.
- El canguro arborícola de manto dorado Dendrolagus pulcherrimus, que está en peligro de extinción y cuya presencia en Indonesia se ignoraba.[4][5]
- El zagloso occidental, Zaglossus bruijni, una especie entre erizo y ornitorrinco que come gusanos, el cual no se asustó en presencia de personas, constatándose así la falta de contacto con humanos.[6]
- Los biólogos de la organización todavía no han podido determinar si otro animal fotografiado es una especie nueva, no catalogada antes, o una variedad de la marta cibelina.

La población humana de estas montañas ronda los trescientos habitantes, en una jungla de 7500 km² de baja altitud. Existe otra más intacta si cabe, de unos 3.000 km² de selva montañosa de más altitud, que era virgen hasta la expedición científica. Ante la inexistencia de caminos o carreteras, los científicos llegaron en helicóptero y aterrizaron en el lecho pantanoso de un lago.

### Expedición de 2007
En diciembre de 2007, una segunda expedición científica partió hacia la sierra. La expedición condujo al descubrimiento de dos especies nuevas: 
- Una rata gigante de 1,4 kg (cinco veces el tamaño de una rata normal), de la especie Mallomys de la subfamilia Murinae.[7]
- La zarigüeya pigmea, un marsupial enano del género Cercartetus y descrito por los científicos como el marsupial más pequeño del mundo.[8]

### Expedición de 2008
A finales de 2008, una expedición liderada por Conservation International (CI) y organizada con el apoyo del Instituto Indonesio de Las Ciencias, de la National Geographic Society, del Instituto Smithsoniano, de la Universidad Cendrawasih (UNCEN) de Jayapura, de la Universidad Estatal de Papúa (UNIPA), en Manokwari, de las autoridades locales y del Center for International Forestry Research (CIFOR) fue realizada a fin de confirmar la biodiversidad de la región. Se documentaron nuevas especies animales como una rana de larga nariz eréctil, una gran rata lanuda, una paloma tropical Ducula de plumaje ocre, gris y blanco, un gecko de 25 cm con garras y un pequeño walabí negro de bosque de 30 cm de alto.

## Conservación
La reserva nacional de Mamberamo-Pegunungan Foja, creada en 2011 por el gobierno de Indonesia, cubre 1.661.100 hectáreas de bosques prístinos ininterrumpidos. Partiendo de los manglares y pantanos del delta del río Mamberano, cubre el sistema montañoso Foja-Gauttier e incluye hasta los lagos y pantanos del complejo fluvial del río Taritatu.